# Bagnols-en-Forêt
Bagnols-en-Forêt település Franciaországban, Provence-Alpes-Côte d’Azur régióban, Var megyében.

## Fekvése
Fréjustól északnyugatra fekvő település.

## Földrajz
Bagnols-en-Forêt a 4290 hektáros, hatalmas erdőkkel borított Esterel lábánál található.

## Éghajlat
A tél lehet kemény és hideg, a település körüli völgyben a nyári hónapokban a legmagasabb hőmérséklet néha 35 °C feletti is lehet, általában azonban nagyon száraz és meleg. A település felső része lejtős, az erdő és a tenger között található, így a mikroklíma megfelel a Côte d’Azur klímájának. A fennsíkot tölgy és fenyőfák borítják, mely garantálja a jó nedvesség viszonyokat, ezért kevés az erdőtüz veszélye és ritka az aszály.

## Történelem

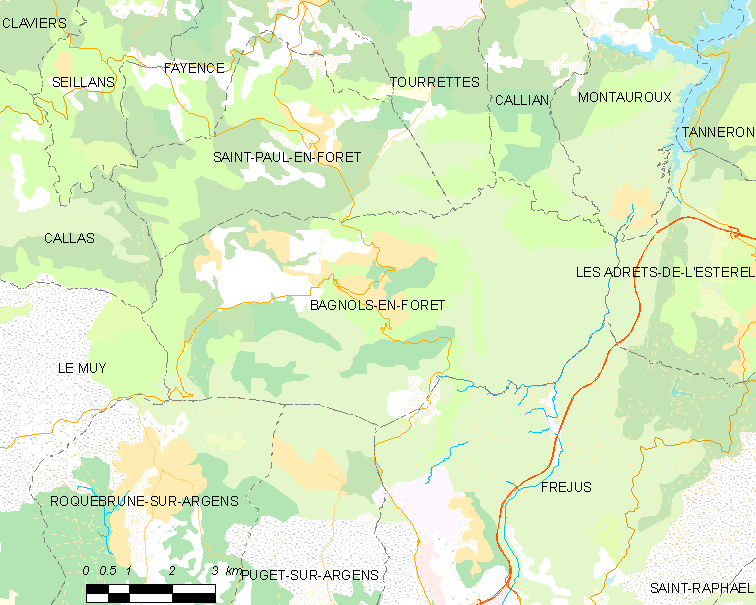
Bagnols-en-Forêt és környéke

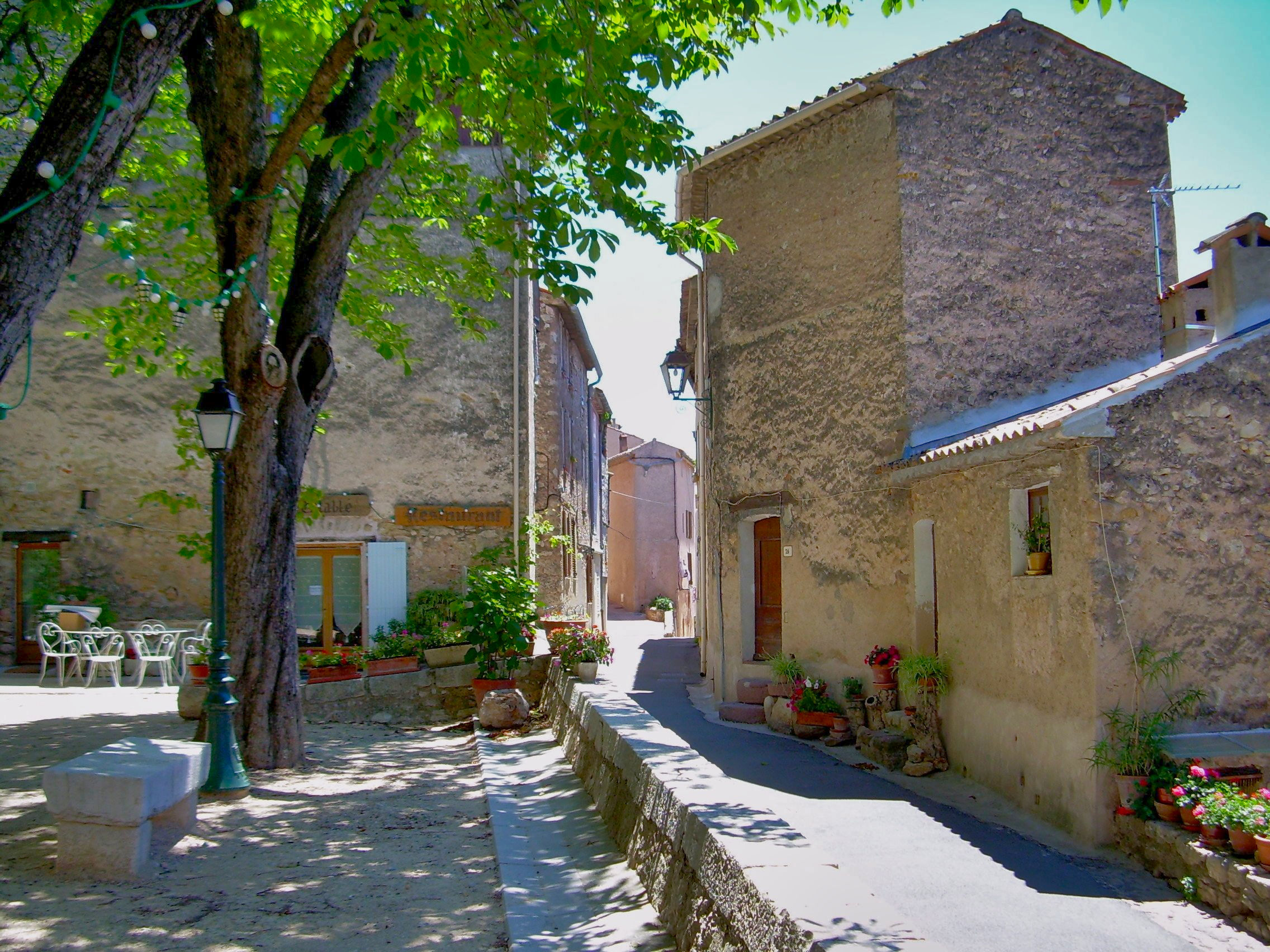
Bagnols-en-Forêt utcarészlet

Területén már a római időkben is éltek emberek. 909-ben neve a Cluny apátság dokumentumaiban szerepelt először.
A Szűzanya kápolna egy első századi romos gall-római villa alapjaira épült. A Notre-Dame 1560-ban épült, Bagnols lakosai 1729 óta tartanak a kápolnánál Szűz Mária körmenet.
A Castrum de Banholisban lévő Lérins kolostor 1392-ben elpusztult. 80 évvel később IV. Szixtusz pápa, Fréjus püspöke Olaszországból, Pieve di Tecóból telepített itt le harminc családot.

## Nevezetességek
- Saint-Antonin plébánia templom - 1704-ben a város legmagasabb pontján épült egy régi kápolna helyén.
- Városháza
- Blavet Bagnols kanyon

## Galéria

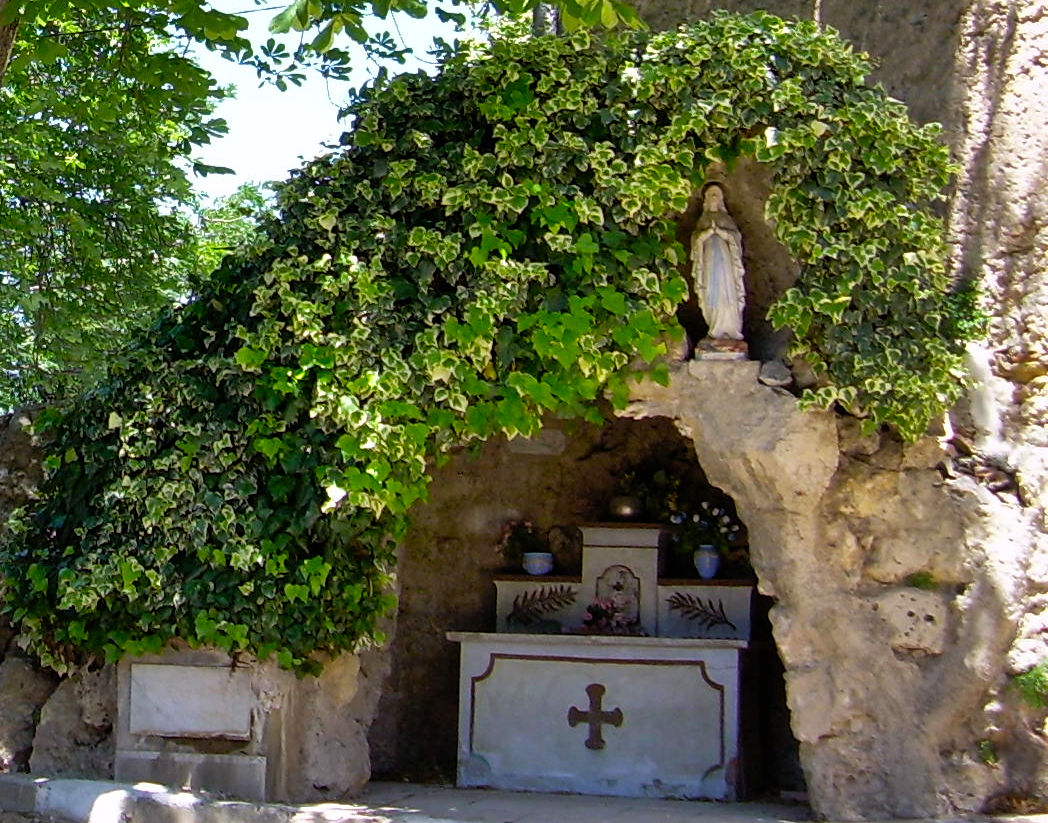
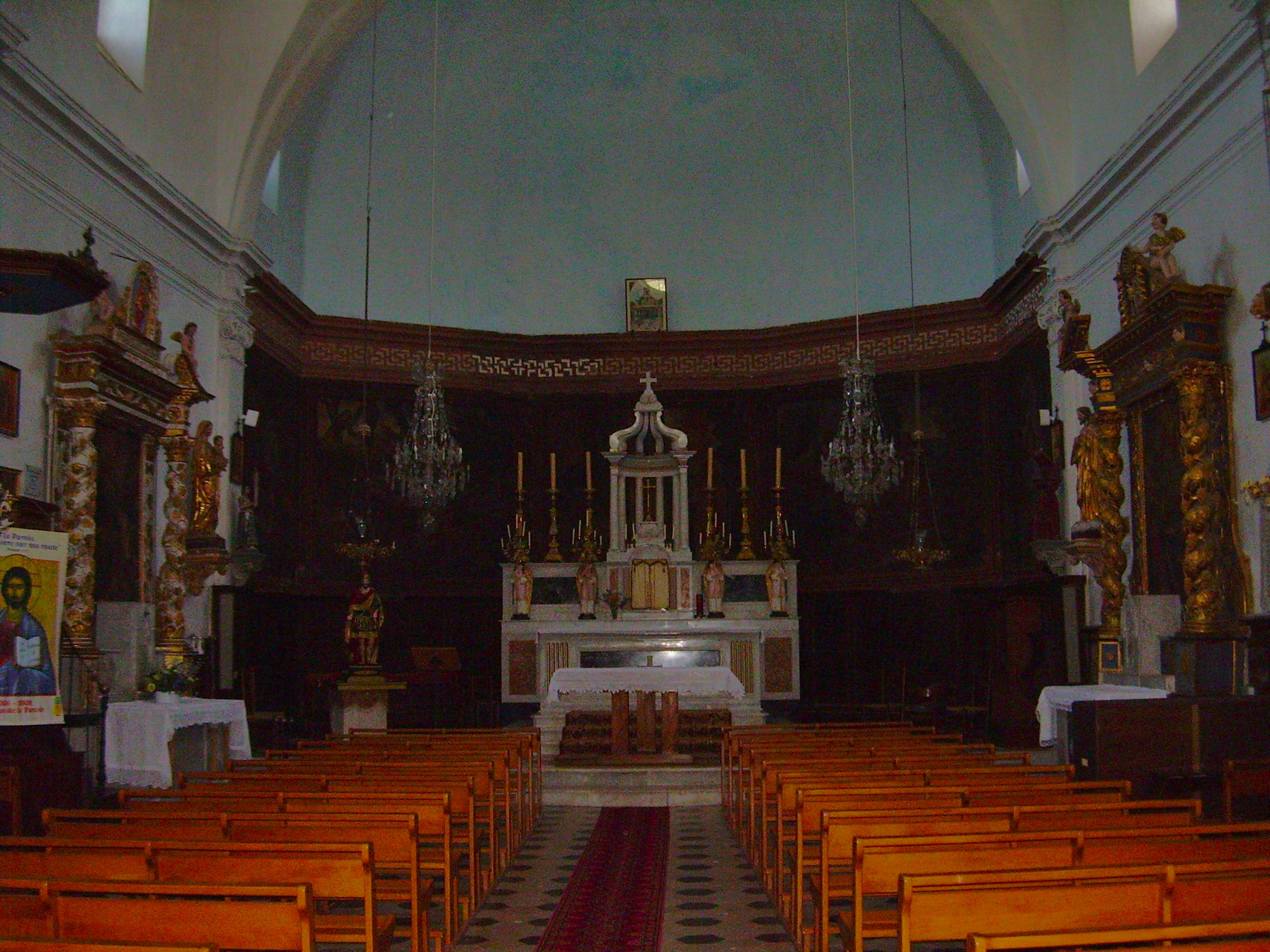
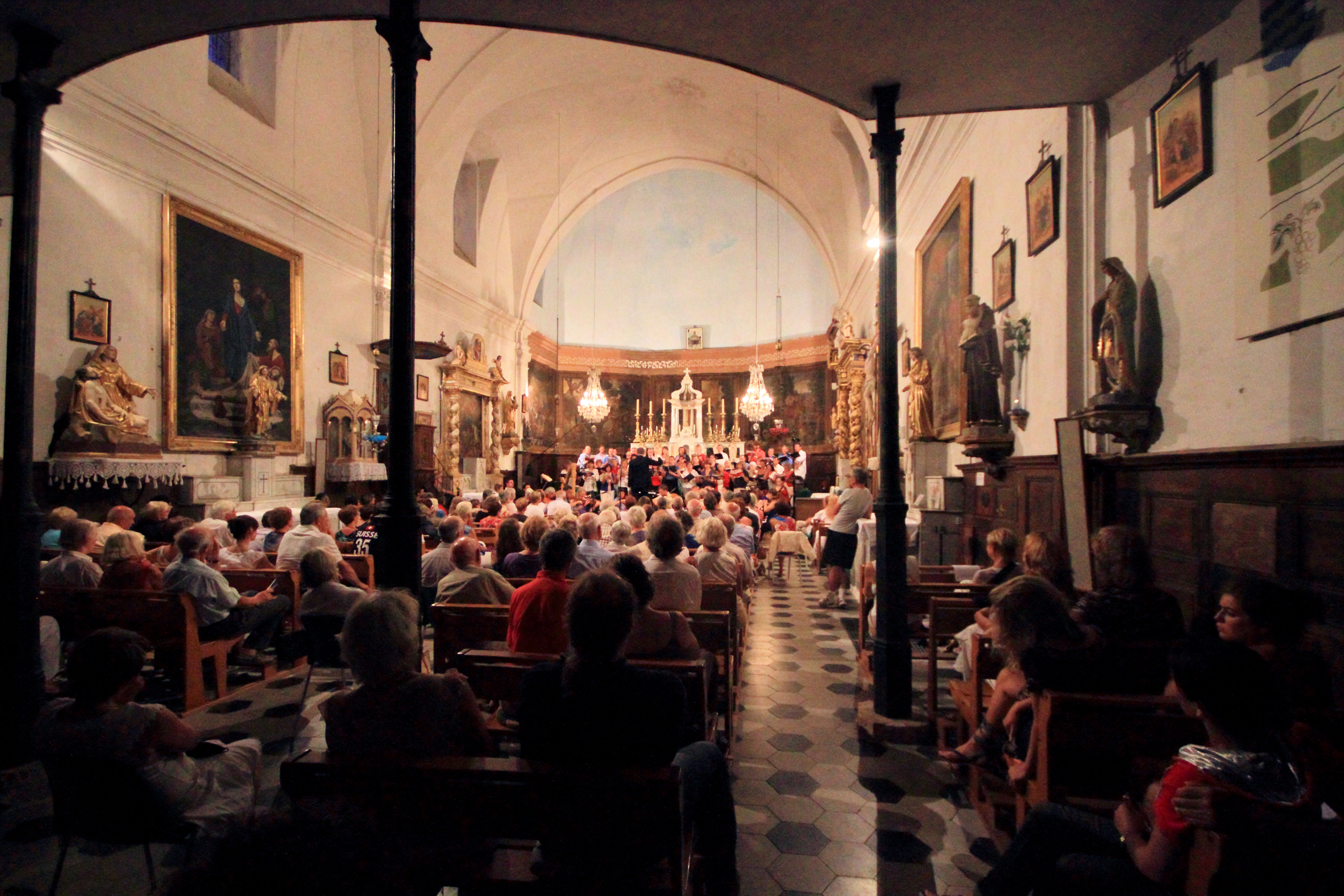
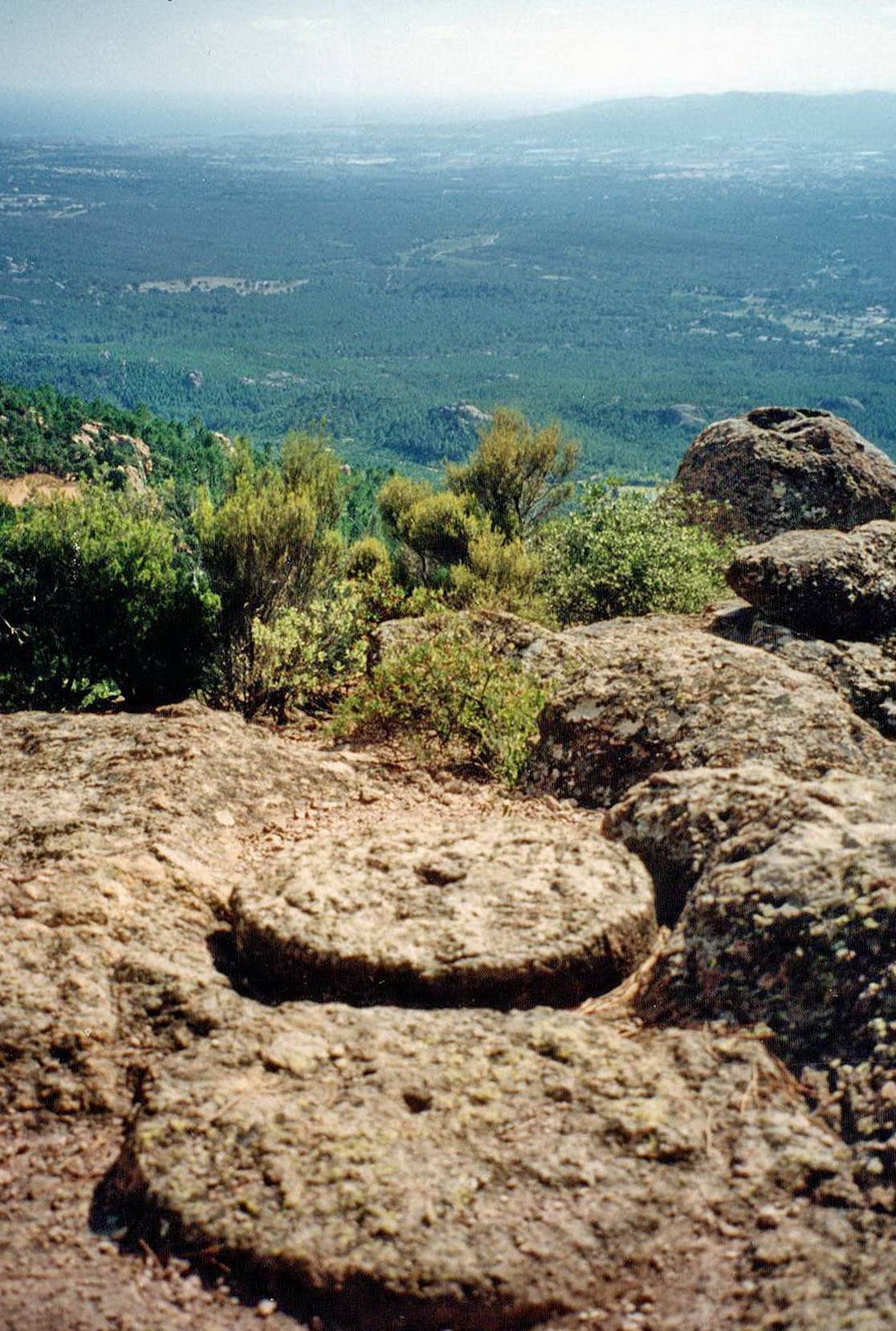

## Blavet Bagnols kanyon

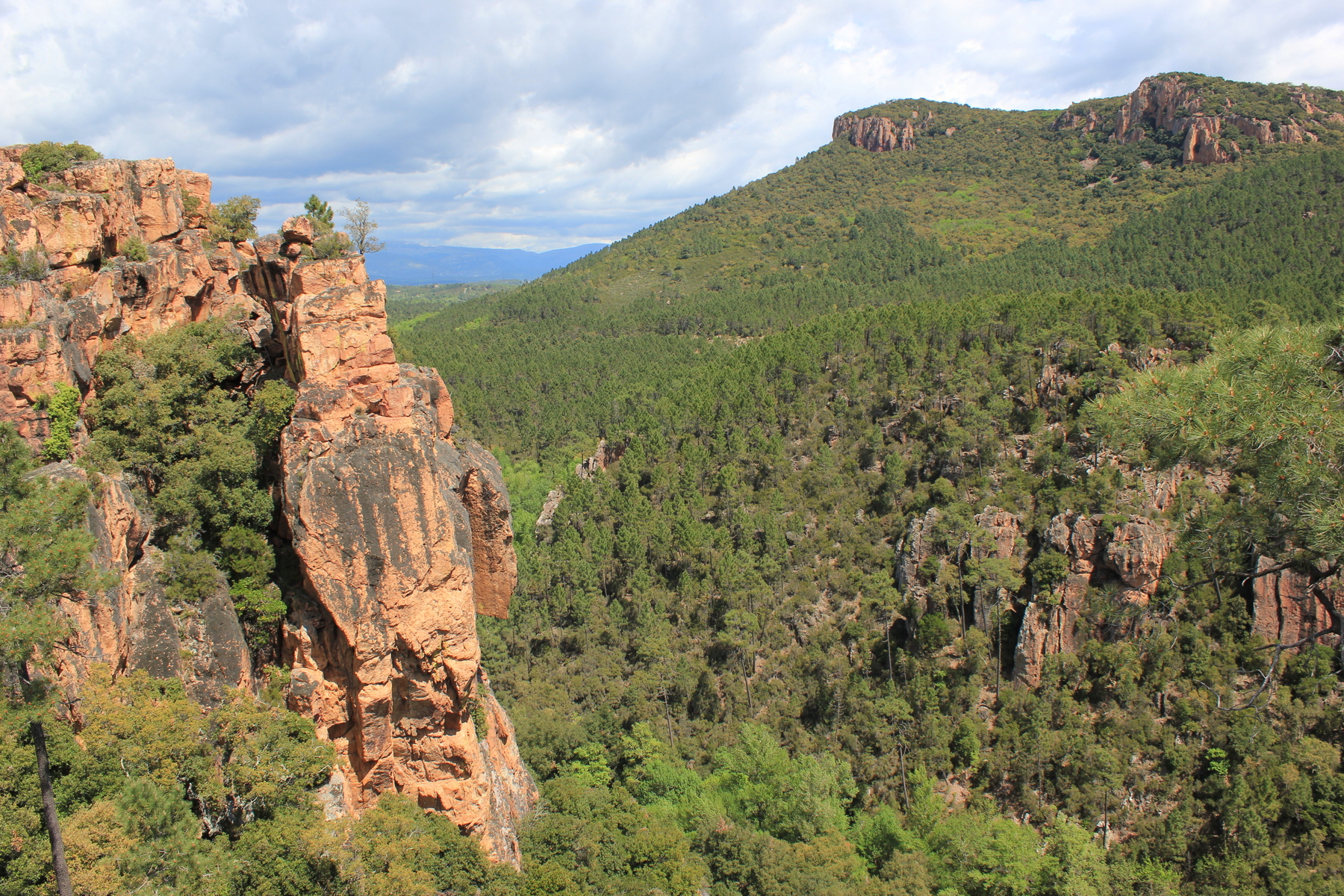
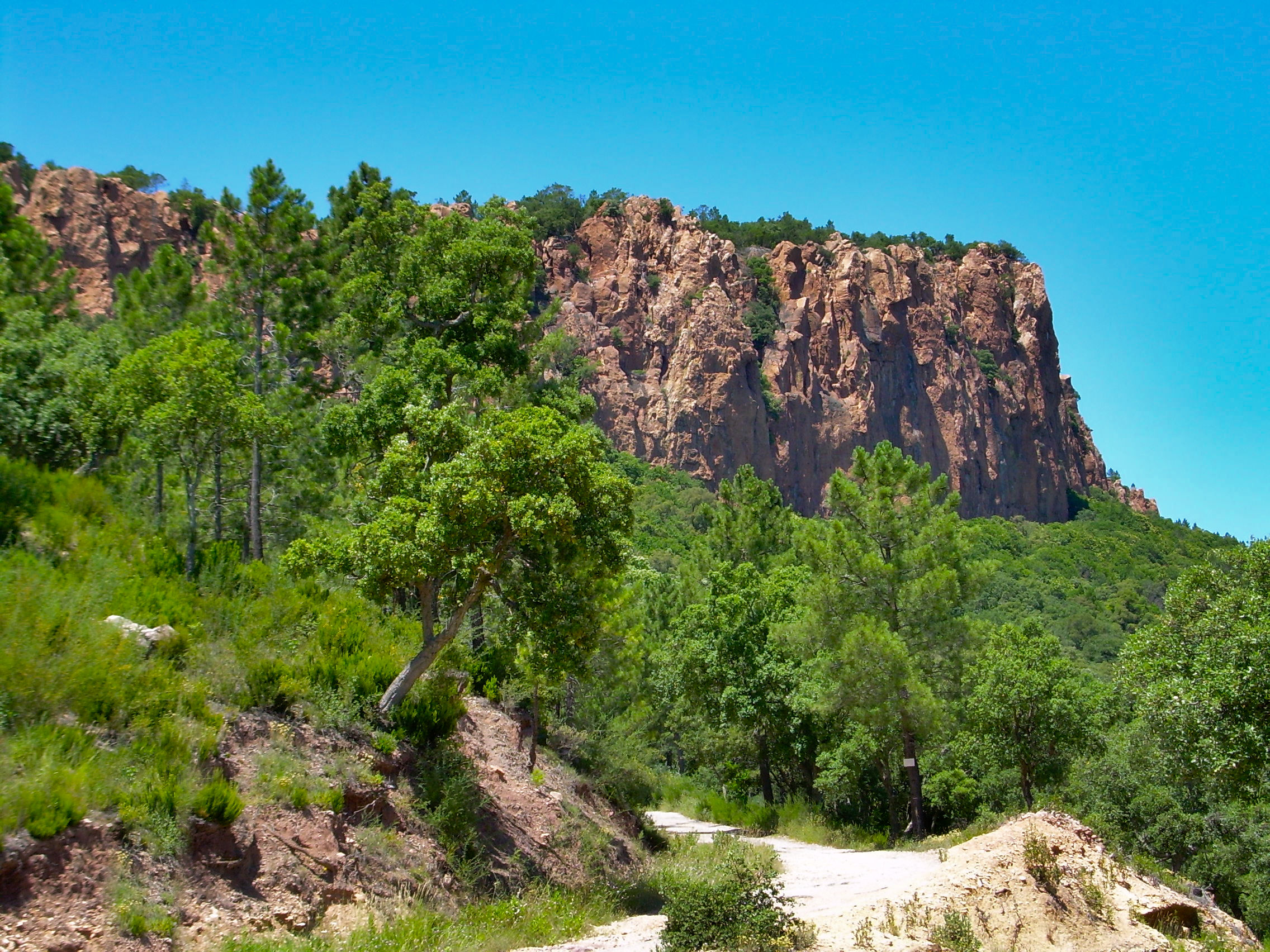
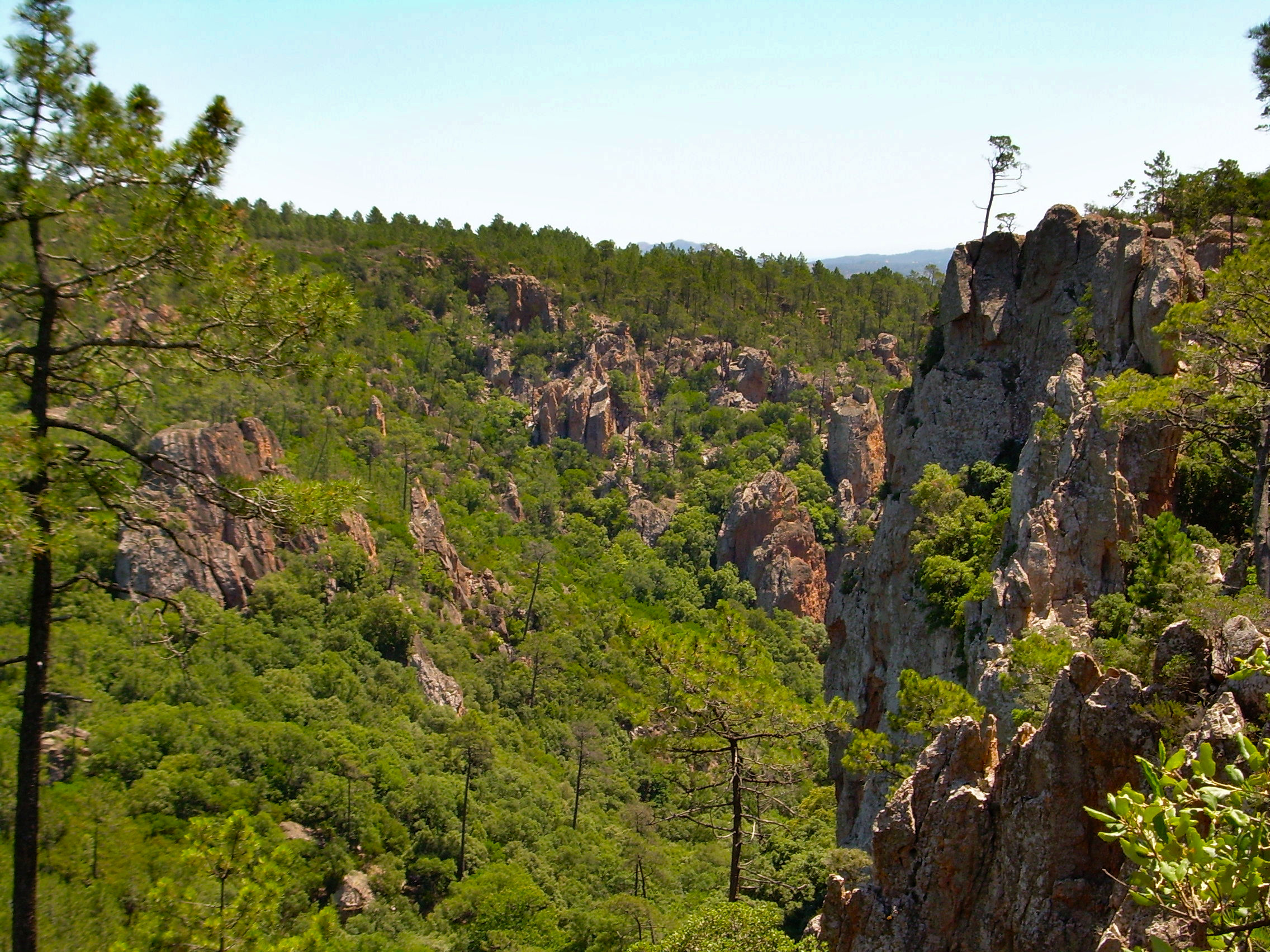
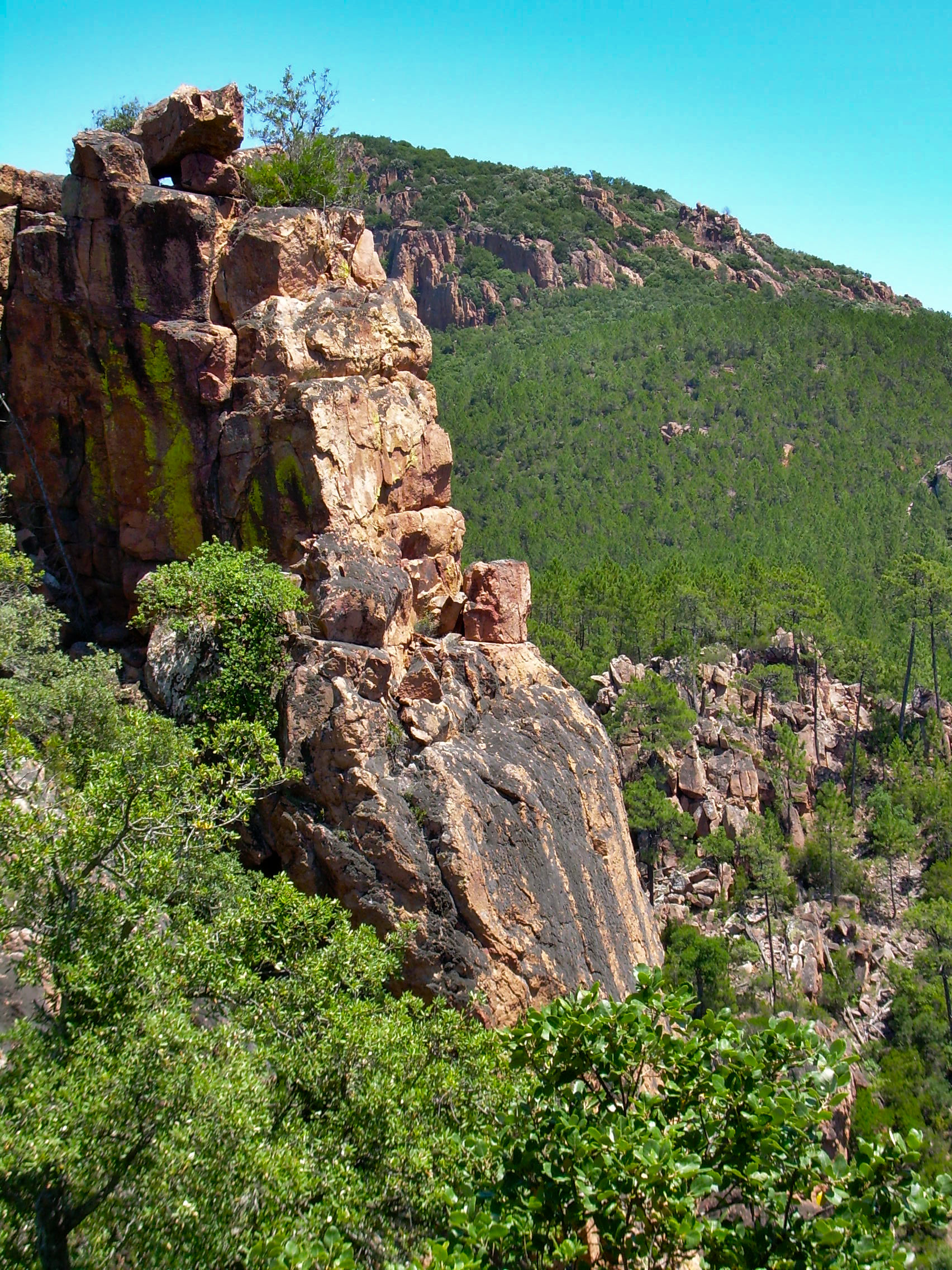